# Los Saicos
Los Saicos é uma banda peruana de garage rock e proto-punk formada em Lince, Lima, em meados da década de 1960. Juntamente com as demais bandas de rock da garagem da época, por seu som cru e direto, é considerada como uma das primeiras bandas do que viria a se tornar o punk rock anos mais tarde.
Possivelmente a primeira banda de punk rock da história, tendo surgido muitos anos antes de bandas consideradas as primeiras bandas punk rock por muitos, como MC5, The Stooges e New York Dolls.

## Discografia

### Singles
- Come On / Ana [DisPeru 2019] (1964)
- Demolición / Lonely Star [DisPeru 2023] (1965)
- Camisa de fuerza / Cementerio [DisPeru 2027] (1965)
- Te Amo / Fugitivo de Alcatraz [DisPeru 2037] (1965)
- Salvaje / El Entierro de Los Gatos [DisPeru 2038] (1965)
- Besando a Otra / Intensamente [El Virrey V2699-F] (1966)

### Álbuns
- "Wild Teen-Punk From Peru 1964" (Electro-Harmonix, 1999)
- "Los Saicos"–1964 (2005)
- "Saicos" (Repsycheld Records, 2006)
- "Demoler" (2010)
- "¡Demolición! -The Complete Recordings" (Munster Records, 2010)

## Filmografia
- 2011: Saicomania[5].